# Кројцлинген
Кројцлинген је град у североисточној Швајцарској. Кројцлинген је други по величини и значају град кантона Тургау.
Кројцлинген је град-сателит већег и историјски значајног града Констанц у суседној Немачкој, од кога га дели са гранична линија.

## Природне одлике
Кројцлинген се налази у крајње североисточном делу Швајцарске, на самој граници са Немачком (град Констанц). Овај град и Кројцлинген функционишу као једно урбано подручје. Од најближег већег града у Швајцарској, Цириха, град је удаљен 70 км североисточно.
Рељеф: Кројцлинген се налази приобалној равници уз западни обод Боденског језера. Околно подручје равничрско до валовито, па је привредно активно и густо насељено.
Клима: Клима у Кројцлингену је умерено континентална.
Воде: Кројцлинген излази на Боденско језеро.

## Историја
Подручје Кројцлингена је било насељено још у време праисторије и Старог Рима, али није имало велики значај.
Кројцлинген се први пут помиње 1125. године као манастир под овим именом. Подручје око манастира било у власништву епископа из оближњег Констанца. Земљиште је одузето из власништва када су снаге Швајцарске конфедерације покориле подручје 1460. г.
У 16. веку овде је уведена реформација.
Током 19. века Кројцлинген се почиње брже развијати и јачати економски. Тада град добија одлике значајнијег насеља. Ово благостање се задржало до дан-данас.

## Становништво
2008. године Кројцлинген је имао нешто близу 19.000 становника. Од тога приближно 19,8% су страни држављани.
Језик: Швајцарски Немци чине традиционално становништво града и немачки језик је званични у граду и кантону. Међутим, градско становништво је током протеклих неколико деценија постало веома шаролико, па се на улицама Кројцлингена чују бројни други језици.
Вероисповест: Месни Немци су од 16. века протестанти. Они су и данас претежно становништво, али се последњих деценија увећао удео других вера, посебно римокатолика.

## Галерија слика
- Градска кућа
- Градски музеј
- Нови тржни центар
- Здање старог санаторијума